# 萨哈共和国国旗
薩哈（雅庫特）共和國國旗，為俄羅斯聯邦薩哈共和國之國旗，為一個水平長款不一之四條色帶。顏色形成由上到下條紋為淡藍色（3/4高度）、白色（1/16高度）、紅色（1/16高度）以及綠色（1/8高度）。淡藍色面內有白色圓形於中心。圓的直徑佔旗幟寬度的2/5。 
白色圓形代表了北方的太陽，淡藍色、白色與綠色的顏色分別代表天空、雪與針葉林景觀，紅色象徵人民的勇敢與堅定。
該旗幟於1992年10月14日正式被採用。旗幟的比例為1:2。

## 外部連結
- 薩哈（雅庫特）共和國國旗介紹 （页面存档备份，存于） 世界國旗（英文）